# The Royal Saga
The Royal Saga è un rotocalco televisivo italiano, in onda dal 20 maggio 2019 su La5, dedicato alla famiglia reale inglese, con la conduzione di Lavinia Orefici.

## Il programma
Il programma racconta la Royal Family tra il passato degli storici personaggi della corona, ai futuri eredi di essa. Insieme alla conduttrice ad analizzare le vicende legate alla famiglia inglese, giornalisti ed esperti. Realizzato allo studio 1 del Centro Safa Palatino di Roma

### Opinionisti del programma
Tra gli esperti partecipanti al programma si citano Roberto Alessi, Silvana Giacobini, Federico Gatti, Cesara Buonamici, Simona Branchetti, Giuseppe Brindisi ed Antonio Caprarica. Presente in studio anche Filippo, un corgi simile ai cani tanto amati dalla Regina Elisabetta II

## Edizioni
| Edizione | Titolo                                       | Anno | Emittente | Conduzione      | Periodo          | Periodo          | Puntate |
| Edizione | Titolo                                       | Anno | Emittente | Conduzione      | Inizio           | Fine             | Puntate |
| -------- | -------------------------------------------- | ---- | --------- | --------------- | ---------------- | ---------------- | ------- |
| 1ª       | Speciale Harry & Meghan - Una storia d’amore | 2019 | La5       | Lavinia Orefici | 20 maggio 2019   | 20 maggio 2019   | 1       |
| 2ª       | Harry & Meghan - The Royal Saga              | 2020 | La5       | Lavinia Orefici | 23 gennaio 2020  | 23 gennaio 2020  | 1       |
| 3ª       | The Royal Saga                               | 2020 | La5       | Lavinia Orefici | 25 novembre 2020 | 23 dicembre 2020 | 5       |
| 4ª       | The Royal Saga - Harry e Meghan contro tutti | 2021 | La5       | Lavinia Orefici | 24 marzo 2021    | 24 marzo 2021    | 1       |
| 5ª       | The Royal Saga                               | 2024 | La5       | Lavinia Orefici | 19 aprile 2024   | 7 giugno 2024    | 8       |
| 6ª       | The Royal Saga                               | 2024 | La5       | Lavinia Orefici | 30 ottobre 2024  | 18 dicembre 2024 | 8       |
| 7ª       | The Royal Saga                               | 2025 | La5       | Lavinia Orefici | 16 aprile 2025   | 4 giugno 2025    | 8       |

## Audience
| Edizione | Anno | Collocazione   | Telespettatori | Share |
| -------- | ---- | -------------- | -------------- | ----- |
| 1ª       | 2019 | prima serata   | 242 000        | 1%    |
| 2ª       | 2020 | seconda serata |                |       |
| 3ª       | 2020 | prima serata   | 186 000        | 0,70% |
| 4ª       | 2021 | prima serata   | 139 000        | 0,50% |
| 5ª       | 2024 | seconda serata | 79 000         | 0,75% |
| 6ª       | 2024 | seconda serata | 77 600         | 1,16% |
| 7ª       | 2025 | seconda serata |                |       |